# Escut de Marau
L'escut de Marau és un bé d'interès cultural situat en el número 11 del carrer del Ravalet, a l'Olleria (València).
La seva inscripció BIC té el codi 46.24.183-011.

## Emplaçament
L'escut es troba a l'edifici conegut com a Casa Santonja. Aquesta va ser construïda entre els segles XVII i  XIX. Pertanyia a la família Marau, rics terratinents de L'Olleria. Els dos noms que s'apliquen a l'edifici es deuen al fet que a principis del segle xix una vídua de la família Marau va casar amb un Santonja.
L'emplaçament de l'escut d'armes està sobre la porta d'accés, que presenta llinda, de la façana principal.

## Escut
Es tracta d'un escut de pedra, de factura típicament espanyola. Està vorejat per una motllura de mitja canya i dividit en quatre quarters. El primer sembla correspondre al del cognom Marau amb torre. En el segon quarter es troba Bru amb arbre i vorejat amb la llegenda CONCORDIA RES PARVE CRESCUNT DISCORDIA DILABUNTUR. En el tercer les tres bandes de Leiva amb bordura ajedrezada (en gules i or, encara que no existeix policromía) i a la cambra amb dos llops pasantes a peu d'arbre de López. L'escut es remata amb elm i com a cimera un lleó. Es troba flanquejat amb flors d'acant. Els quatre escuts es troben també pintats en el sostre d'una de les habitacions de la casa.